# František Kunetka
František Kunetka (* 26. listopadu 1945 Olomouc) je český římskokatolický teolog, duchovní, člen salesiánské kongregace, emeritní profesor Univerzity Palackého v Olomouci a dlouholetý vedoucí katedry liturgické teologie na její Cyrilometodějské teologické fakultě. (Katedra liturgické teologie zanikla v roce 2023.)

## Publikace
- Eucharistie v křesťanské antice, Olomouc, Univerzita Palackého 2004. ISBN 80-244-0920-8.
- Slavnost našeho vykoupení : nástin liturgické teologie, Kostelní Vydří, Karmelitánské nakladatelství 1997. ISBN 80-7192-184-X.
- Úvod do liturgie svátostí, Kostelní Vydří, Karmelitánské nakladatelství 2001. ISBN 80-7192-455-5.
- Židovské kořeny křesťanské anafory, Olomouc: Univerzita Palackého, 2. vyd. 2014. ISBN  978-80-244-4052-1.
- Židovský rok a jeho svátky, Olomouc: Univerzita Palackého, 5. vyd. 2008. ISBN  978-80-244-1983-1.